# Nizki
Nizki (en aleutià: Avayax̂, en rus Низкий) és una illa deshabitada de les illes Semichi, un subgrup de les illes Near, a l'extrem occidental de les illes Aleutianes, al sud-oest d'Alaska. Es troba entre les illes Shemya, a l'est, i Alaid, a l'oest. L'illa fa 5 km de llargada i periòdicament queda unida a Alaid per una barra de sorra. Deriva de la paraula russa "Nizkii" que significa "baix". La línia de costa és molt irregular, amb nombroses roques, esculls i bancs amb algues.
Les guineus van ser introduïdes a l'illa pels comerciants de pells russos al segle xix. Això va delmar la població de moltes espècies d'ocells. L'última guineu va ser eliminada de l'illa el 1976, i des d'aleshores la subespècie aleutiana d'oca de Hutchins, els frarets i el xatrac de les Aleutianes són comuns a l'illa.